# Владимир Гете
Архимандрит Владимир (световно име: Рене Франсоа Гете́, на френски: René François Guettée) е доктор по богословие, църковен историк и свещеник, първоначално католически, а впоследствие православен.

## Биография
Роден е на 1 декември 1812 година във френския град Блоа, на река Лоара, в небогато семейство. Завършва семинария в родния си град, където изучава богословие и философия. След завършване на семинарията през 1839 г. става свещеник и няколко години служи в населени места в епархията на Блоа: Сент Енян сюр Шер, Монришар и Сен Дени сюр Лоар. Под влиянието на своя покровител епископ Фабер, започва през 1847 г. да издава своя многотомен труд „Histoire de l’Église de France“ (1847 – 1857).
След Френската революция през 1848 г.) става редактор на местния републикански вестник „Républicain de Loire et Cher“, а по късно пристига в Париж, където първоначално се занимава с преподаване на класически езици. Година по-късно е назначен за капелан в една от парижките болници.
Парижкият архиепископ Сибур в началото покровителства Гете, но след това под натиска на Рим променя отношението си към него. С декрет от 22 януари 1852 г. седмият том на неговата „История на френската църква“ е осъден и включен в Индекса на забранените книги. Гете е обвинен в янсенизъм и причастност към галиканството.
През 1857 г. архиепископът забранява на Гете да извършва богослужения в Парижката епархия под предлог, че се числи като свещеник към епархията на Блоа. Впоследствие, след убийството на Сибур, противниците на Гете се опитват да го въвлекат в делото за убийството на архиепископа.
Под влияние на осъждането на неговия труд, и възникналите в тази връзка полемики, Гете започва още по-усилено да изучава църковната история и стига да убеждение, че всички текстове, цитирани в защита на папската власт са или лъжливи или извратени по смисъл. В своето списание „Observateur catholique“, което започва да издава през 1855 г. и редактира в продължение на 12 години, той доказва, че институтът на папската власт възниква едва през IX век и няма никакво божествено основание. Едновременно с това Гете започва да клони към православието и през 1862 г. подава молба за присъединяване към православната вяра до пристигналия в Париж за освещаване на руската катедрала „Свети Александър Невски“ епископ Леонтий. Молбата му е уважена и Гете става православен свещеник. Заедно с руския протойерей Йосиф Василиевич, започва да издава православно списание „L’Union chrétienne“, което редактира в периода 1859 – 1891 г. На страниците на списанието Гете в продължение на 30 години води полемика с католически богослови.
Като свещеник на Руската православна църква приема името Владимир. Почти тридесет години Гете служи като свещеник в руската църква в Париж. За своето произведение „Схизматичното папство“ (1874 г.) и другите крупни творби по тази тема Владимир Гете е удостоен с титлата доктор на богословието от Светия Синод на Руската православна църква.
През 1875 г. Гете приема руско поданство, като преди смъртта си посочва в своето завещание, че желае да бъде погребан в Русия. Умира в Люксембург на 22 март 1892 г., погребан е в Париж в гробището Батиньол.